# روزهای عجیب و غریب (فیلم)
روزهای عجیب و غریب (به انگلیسی: Strange Days) فیلمی محصول سال ۱۹۹۵ و به کارگردانی کاترین بیگلو است. در این فیلم بازیگرانی همچون رالف فاینز، آنجلا باست، جولیت لوئیس، تام سایزمور، وینسنت دن آفریو، میکائیل وینکات، بریجیت باکو، گلن پلامر، ویلیام فیکنر، ریچارد ادسون، یوزف زومر و لوئیس لکاوالیر ایفای نقش کرده‌اند.